# (I) Get Lost
(I) Get Lost ist ein Popsong des britischen Rockmusikers Eric Clapton. Die Single erschien am 23. November 1999.
Der Song wurde im Zeitraum der Pilgrim-Sessions aufgenommen, bei denen Clapton an winzigen Gitarrenmotiven arbeitete und mit Pro Tools experimentierte. Der Titel beginnt mit einigen Gitarrenriffs, die Clapton auf einer mit Nylonsaiten bestückten Akustikgitarre spielt. Percussion-Elemente, Synthesizer und einige Streicher kommen im Laufe des Liedes hinzu. Der Liedtext handelt von einer männlichen Person, die sich nach seiner Geliebten sehnt und sich in Tränen und Furcht verloren fühlt.
Die unter Warner Bros. und Reprise Records veröffentlichte Single wurde von Clapton und Simon Climie produziert und erschien am 12. Oktober 1999 ebenfalls auf dem Kompilationsalbum Clapton Chronicles: The Best of Eric Clapton.
Die Musikwebsite Allmusic bewertete die Veröffentlichung mit eineinhalb der fünf möglichen Bewertungseinheiten. In den Vereinigten Staaten belegte die Single Platz acht der Billboard Dance-Club-Songs-Chart. In Deutschland erreichte die Auskopplung Rang 83 der deutschen Singlecharts und verblieb sechs Wochen in diesen.